# Come Clarity
Come Clarity je osmi studijski album (prvotno poimenovan imenovan Crawl Through Knives) skupine In Flames. Izšel naj bi okoli poletja leta 2005, vendar je kasneje izšel 3. februarja 2006 v Evropi pri založbiNuclear Blast in 7. februarja v ZDA pri založbi Ferret Records. 
Prva komada z albuma, Take This Life in Leeches se lahko posluša na njihovi uradni strani.
Pesem »Dead End« je četrta skladba In Flames-ov, ki vključuje ženske vokale.
Debi je Come Clarity začel z 58. mestom na »U.S. Billboard 200 Charts« - 25,000 prodanih kopij v prvem tednu in 50,000 v prvem mesecu.

## Pesmi na albumu
1. »Take This Life« - 3:35
2. »Leeches« - 2:55
3. »Reflect The Storm« - 4:16
4. »Dead End« - 3:22
5. »Scream« - 3:12
6. »Come Clarity« - 4:15
7. »Vacuum« - 3:39
8. »Pacing Death's Trail« - 3:00
9. »Crawl Through Knives« - 4:02
10. »Versus Terminus« - 3:18
11. »Our Infinite Struggle« - 3:46
12. »Vanishing Light« - 3:14
13. »Your Bedtime Story Is Scaring Everyone« - 5:25

## Zasedba
- Anders Fridén - Vokal
- Jesper Strömblad - Kitara
- Björn Gelotte - Kitara
- Peter Iwers - Bas kitara
- Daniel Svensson - Bobni